# Argyrostrotis orontes
Argyrostrotis orontes är en fjärilsart som beskrevs av Carl Plötz 1880. Argyrostrotis orontes ingår i släktet Argyrostrotis och familjen nattflyn. Inga underarter finns listade i Catalogue of Life.